# Додол
До́дол — сладость из кокосового молока, пальмового сахара и рисовой муки, похожая на ириску, популярная в Юго-Восточной и Южной Азии, особенно в Индонезии, Малайзии, Сингапуре, Брунее, на Филиппинах, в Южной Индии, Таиланде, на Шри-Ланке и в Мьянме, где она называется mont kalama. Додол сладкий, тягучий и липкий. Наряду с традиционным коричневым додолом популярны подкрашенные и ароматизированные конфеты, например, с соком манго или эссенцией листьев пандана (Pandanus amaryllifolius).

## Региональные особенности
В преимущественно мусульманских странах, например, в Индонезии или Малайзии, додол дают детям на праздники Ураза-байрам и Курбан-байрам.
В некоторых странах додол ароматизируют дурианом. Такой вкус называется lempuk, эти конфеты обычно жёлтого цвета. Додол-лемпук популярен в Таиланде, Келантане, Тренгану, в городе Медане и других городах Суматры.
На западном побережье Индии (так наз. португальская Индия), особенно в штате Гоа, додол едят на Рождество.
На Бали додол продают завёрнутым в сухие кукурузные листья.
На Шри-Ланке в готовую массу перед остыванием добавляют орехи кешью и кардамон. Массу оставляют остывать в сковороде, где она готовилась, поставленной под наклоном, чтобы лишнее кокосовое масло стекло. Такой вариант называется калу-додол.

## Приготовление
Основные ингредиенты: кокосовое молоко, мука из клейкого риса, обычная рисовая мука и неочищенный пальмовый сахар. Традиционно мука из клейкого риса и обычного риса берется в соотношении 6:1. Процесс приготовления ириски прост, но требует около 6 часов.
На 2 кг мучной смеси берут около 2 л кокосового молока и 1,5 л сахарного сиропа. Муку и сироп смешивают и готовят на среднем огне при постоянном помешивании, пока смесь не уварится вдвое. Затем в массу добавляют кокосовое молоко и продолжают готовить на медленном огне при постоянном помешивании до тёмно-коричневого цвета. Масса становится очень тягучей, тяжело промешиваемой, блестящей и легко отделяется от стенок сковороды, а также не липнет к пальцам. Затем в неё добавляют различные начинки (орехи, специи и т. д.) и оставляют остывать. По мере остывания додол приобретает гелеподобную консистенцию, и становится возможным нарезать его на кусочки.